# Maison dite de Diane de Poitiers (La Roche-de-Glun)
La maison dite de Diane de Poitiers (ou tour de Diane de Poitiers) est un monument situé à La Roche-de-Glun, dans le département de la Drôme, en France. Le monument est inscrit partiellement au titre des monuments historiques.

## Historique
L'édifice est probablement une ancienne tour de guet construite en 1342 (ce qui correspond à la date d'octroi de charte de libertés aux habitants par le Dauphin), puis remaniée à la Renaissance. La tour abrite un escalier hélicoïdal et permet d'offrir un grand point de vue sur le village. Au rez-de-chaussée, la Salle des Gardes abrite une belle cheminée monumentale.
La maison a été achetée par la commune en 1991 et abrite en 2024, la bibliothèque municipale. La salle des Gardes accueille régulièrement des expositions temporaires. 
La tour, la cheminée du rez-de-chaussée avec les deux bustes dans les médaillons (cad. AE 575) ont été inscrit au titre des monuments historiques par arrêté du 27 juin 1983.